# Радио и телевизия на Сан Марино
„Радио и телевизия на Сан Марино“ (на италиански: Radiotelevisione della Repubblica di San Marino, съкр. San Marino RTV) е общественият радиотелевизионен оператор на микродържавата Сан Марино.
Достъпна е за гледане в самата страна и някои части на Италия: Емилия-Романя, Южно Венето, Северно Марке, Северна Тоскана, Югоизточна Ломбардия, Северна Умбрия, Източна Лигурия и Югоизточен Пиемонт. Собственици на капитала са по равно (с по 50%) държавните радиотелевизионни организации на Сан Марино (Ente per la radiodiffusione sammarinese, ERAS) и на Италия (RAI).
Понастоящем Сан Марино РТВ излъчва по 4 телевизионни канала – San Marino RTV, San Marino RTV 2, San Marino RTV Sport и San Marino RTV Sat, както и по 2 радиостанции – Радио Сан Марино и Радио Сан Марино Класик.

## История
На 27 декември 1992 г. започва експерименталното радиоизлъчване. На 28 февруари 1993 г. Радио Сан Марино започва да излъчва 24-часова програма. На 24 април същата година започва експерименталното телевизионно излъчване, а на 28 февруари 1994 г. официално стартира редовна ТВ програма, излъчвана от 10 сутринта до 2 часа след полунощ.
През юли 1995 г. Радио и телевизия на Сан Марино става пълноправен член на Европейския съвет по радиоразпръскване, което ѝ позволява да излъчва и да участва в събития, организирани от него.

## Евровизия
На 27 ноември 2007 година е обявено, че Сан Марино ще участва в Песенния конкурс на Евровизия през 2008 г. в Белград, Сърбия, въпреки че РАИ, притежаваща 50 % от капитала на Радио и телевизия на Сан Марино, е излязла от песенното състезание през 1997 г. Заради финансови затруднения санмаринската телевизия се отказва за 2 години, но се връща, заедно с РАИ, през 2011 г., когато участват заедно. Малката република достига първия си финал през 2014 г.
През 2011 г. Сан Марино се опитва да участва в Детската Евровизия, но оттегля участието си през октомври същата година. На 25 октомври 2013 г. е обявено, че Сан Марино ще дебютира на този конкурс в Киев, Украйна през 2013 г. Държавата се представя още веднъж на Детската Евровизия през 2014 г.

## Логотипи
- 1994 – 12 юни 2011 г.
- 1 февруари 2021 – 14 юни 2025 г.